# Paz de Fénice
La Paz de Fénice, también conocida como el Tratado de Fénice, fue el tratado que puso fin a la primera guerra macedónica. El mismo fue trazado en Fénice en 205 a. C. 
El balance político de Grecia entre Macedonia, bajo el gobierno de Filipo V, y la Liga etolia se vio perturbado por la guerra entre Roma y Cartago. Filipo, buscando mejorar su posición, construyó una flota y envió emisarios a Aníbal, quien en ese momento ocupaba parte de Italia. Por miedo a que Filipo pudiese ofrecer ayuda militar a Aníbal, Roma trató de confinar a los macedonios al este de la provincia romana de Iliria. Entre 214 y 212 a. C., Filipo realizó dos intentos infructuosos por invadir Iliria por mar y detener los avances por tierra, consiguiendo al fin capturar el puerto de Lissus y la rendición de la provincia.
Llegado este punto, Roma espoleó a los etolios para formar una alianza contra Filipo. Los aliados lucharon durante dos años contra Macedonia, obteniendo algunas victorias militares menores y consiguiendo más aliados entre las polis griegas. Cuando los romanos se retiraron, las fuerzas de Filipo avanzaron contra los etolios, dando un giro a la guerra. Finalmente, los macedonios recuperaron gran parte de su territorio original y los romanos y etolios estuvieron dispuestos a firmar la paz.
El tratado reconoció formalmente la posición favorable de Macedonia, incluyendo la captura de Iliria, pero Filipo debió repudiar su alianza con Aníbal. Las condiciones del tratado permitieron que Roma controlase a los parthinios, Dimallum, Bargulum y Eugenium, mientras que Macedonia, de tener la aprobación del Senado romano, controlaría Atintania. Entre los demás involucrados en el tratado se encontraban Prusias I de Bitinia, los aqueos, los beocios, los tesalios, los acarnianos y los epirotas (en el bando de Filipo), y los ilirios, Átalo I, Pleurato III, Nabis de Lacedemonia, los eleos, los mesenios y los atenienses (en el bando romano).